# Гангарол
Гангарол је ненасељено острвце шибенски архипелаг, у хрватском делу Јадранског мора.
Острвце на којем се налази Средњем каналу између острва Жут и Пашман, од којег је удаљен 2 км. Површина му износи 0,332 км². Дужина обалске линије је 3,21 км.. Највиши врх на острву је висок 36 метара. 